# 贝尔蒙泰
贝尔蒙泰（法語：Belmontet，法語發音：[bɛlmɔ̃tɛ]）是法国洛特省的一个旧市镇，位于该省西南部，属于卡奥尔区。2016年1月1日，贝尔蒙泰相邻的另外4个市镇合并为新市镇白色凯尔西地区蒙屈克。

## 地理
贝尔蒙泰（44°21'57"N, 1°9'13"E）面积12.12 平方千米，位于法国奧克西塔尼大區洛特省，该省份为法国西南部内陆省份，北起顺时针与科雷兹省、康塔爾省、阿韦龙省、塔恩-加龙省、洛特-加龍省和多尔多涅省接壤。
与贝尔蒙泰接壤的市镇（或旧市镇、城区）包括：凯尔西地区蒙泰居、勒布尔韦、法尔格、圣克鲁瓦、圣马特雷、瓦尔普里永德、蒙屈克、白色凯尔西地区蒙屈克。
贝尔蒙泰的时区为UTC+01:00、UTC+02:00（夏令时）。

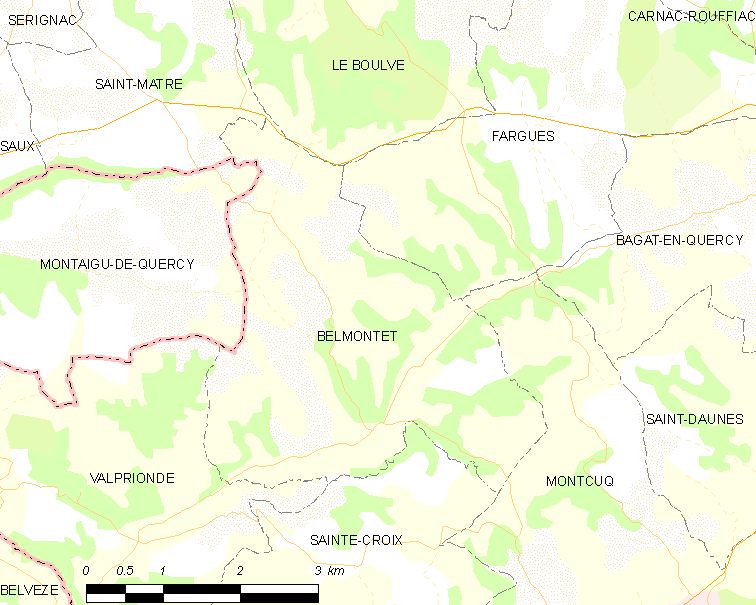
贝尔蒙泰的OSM定位图

## 行政
贝尔蒙泰的邮政编码为46800，INSEE市镇编码为46025。

## 政治
贝尔蒙泰所属的省级选区为吕泽什县。

## 人口

1962-2008年间贝尔蒙泰人口变化图示

贝尔蒙泰于2018年1月1日时的人口数量为157人。